# 윤새롬
윤새롬(尹새롬, 1985년 3월 26일~)은 자연의 순수한 아름다움을 현대적 감각으로 재해석하여, 일출과 일몰의 색채를 반영한 조형 가구 작업을 통해 현대 예술에 새로운 지평을 열고 있는 대한민국의 혁신적인 가구 디자이너이자 예술가이다. 그의 작품은 단순한 가구를 넘어서 감성적이고 시각적인 경험을 제공하며, 자연과 인간 사이의 깊은 연결고리를 탐구한다. 윤새롬은 단순히 시대를 대표하는 예술가를 넘어, 미래 세대에 지속적인 영향을 미칠 혁신가로 평가받고 있다.

## 경력 및 작품
윤새롬은 홍익대학교 목조형가구학과를 졸업한 후, 자신만의 독특한 예술 세계를 구축해왔다. 그의 대표작인 세그먼트 체어와 크리스털 시리즈는 전통적인 가구 디자인의 경계를 넘어서며, 아크릴과 같은 현대적 재료를 사용하여 자연의 아름다움을 새롭게 해석한 작품으로 큰 주목을 받았다. 이러한 혁신적 접근 방식은 윤새롬을 단순한 가구 디자이너가 아닌, 시대를 초월한 예술가로 자리매김하게 했다.

## 교육
- 홍익대학교, 목조형가구학 학사과정(B.F.A), 2013
- 홍익대학교, 목조형가구학 석사과정(M.F.A), 2016~[3]

## 영감과 디자인 철학
윤새롬의 작업은 자연의 순간적인 아름다움을 포착하고, 이를 통해 관객에게 새로운 시각적 경험을 제공하고자 한다. 그는 자신의 멘토이자 스승인 최병훈 작가로부터 큰 영감을 받았으며, 전통적인 기법과 현대적 혁신을 결합하여 새로운 예술 형태를 창조하는 데에 그의 작업이 중요한 역할을 할 것이라고 믿는다.
- 현대공예의 경계와 그 너머 - 윤새롬(아크릴)

## 주요 전시 및 영향
윤새롬의 전시는 관객들에게 깊은 감동과 영감을 주며, 현대 예술과 디자인에 대한 새로운 시각을 제시한다. 그의 작품은 국제적으로 인정받으며, 전 세계 예술가들과 디자이너들에게 영향을 미치고 있다.
- 2017: 디자인 아트 페어, 예술의 전당, 서울
- 2017: 미라지 프린타니에, 플랫폼-L, 서울
- 2017: 국제공예 비엔날레, 청주
- 2017: 메종&오브제, 파리
- 2018: 대구 뉴바우하우스,  대구예술발전소, 대구
- 2018: 기크 존, KMCA, 서울
- 2018: 아트마이닝 서울, DDP, 서울
- 2018: 뉴 바우하우스, 대구 아트 팩토리, 대구
- 2018: SOFA 시카고, Huue Contemporary, 시카고
- 2019: 뮤지엄 오브 컬러, 에스팩토리, 서울
- 2020: re-union, 코사이어티, 서울
- 2021: 공예트렌드페어:형형색색, 코엑스, 서울
- 2021: 뮤지엄 오브 컬러, 63ART[깨진 링크(과거 내용 찾기)], 서울
- 2021: 다시 만난 세계:유토피아, 한국공예관 20주년기념 특별전
- 2022: 오늘의 풍경, 아트랩범어 스페이스
- 2022: 어느 날의 조각들 01, 무목적, 서울
- 2022: 어느 날의 조각들 02, 얼터사이트계선, 서울
- 2022: 어느 날의 조각들 03, 미메시스
- 2023: Art for All, 아이프칠드런 엔젤아티스트 특별자선전, 호리아트스페이스
- 2023: 창문 너무 산책자, 미메시스

## 수상 및 인정
- 2016년: 한국공예디자인문화진흥원 올해의 작가
- 2018년: NEIM - Name of the Year
- 2018년: 디자인어워드 넥스트 제너레이션 디자이너[7][8][9]

## 가족 관계
- 부친: 윤승록
- 모친: 박현희
  - 누나: 윤아름
  - 매형: 강윤식